# Andreas Larsson (sommelier)
Andreas Larsson (né le 18 mars 1972) à Stockholm est un sommelier suédois élu « Meilleur sommelier du monde 2007 ».

## Biographie
À 16 ans, Andreas entre à l'école d'hôtellerie pour être chef puis travaille comme chef durant sept ans.
En 1996, lors d'un voyage en France, il découvre le monde du vin avec les vignobles de Bourgogne et de la vallée du Rhône.
Il est sommelier dans le restaurant « PM & Vänner » dans le sud de la Suède avec une cave de 7 000 bouteilles dont 600 étiquettes différentes.

## Palmarès
- 2001, 2002 et 2003 - Meilleur sommelier de Suède
- 2002 - Meilleur sommelier des pays nordiques
- 2004 - Meilleur sommelier d'Europe
- 2007 - Meilleur sommelier du monde